# Trachyandra gracilenta
Trachyandra gracilenta là một loài thực vật có hoa trong họ Thích diệp thụ. Loài này được Oberm. miêu tả khoa học đầu tiên năm 1962.